# Carlos Cuesta
Carlos Eccehomo Cuesta Figueroa (* 9. März 1999 in Quibdó) ist ein kolumbianischer Fußballspieler, der seit Februar 2025 beim türkischen Erstligisten Galatasaray Istanbul unter Vertrag steht. Der Innenverteidiger ist kolumbianischer Nationalspieler.

## Karriere

### Verein
Cuesta stammt aus der Nachwuchsabteilung von Atlético Nacional in Medellín, wo er zur Saison 2016 in die erste Mannschaft befördert wurde. Sein Debüt in der höchsten höchsten kolumbianischen Spielklasse gab er am 2. Juli 2016 (1. Spieltag) beim 3:3-Unentschieden gegen die Alianza Petrolera. In seiner ersten Spielzeit bestritt er 15 Ligaspiele. Im folgenden Spieljahr 2017 war er mit 18 Jahren bereits Stammkraft in der Innenverteidigung der Verdolagas. Diesen Stammplatz verlor er in der nächsten Spielzeit 2018 wieder und kam nur auf 11 Einsätze. Bis zu seinem Wechsel Anfang Juli 2019 hatte er in der Saison 2019 fünf Ligaspiele absolviert.
Am 5. Juli 2019 wechselte Carlos Cuesta für eine Ablösesumme in Höhe von 3,8 Millionen Euro zum belgischen Erstligisten KRC Genk, wo er mit einem Fünfjahresvertrag ausgestattet wurde. Sein Debüt bestritt er am 20. Juli 2019, als er mit Genk im Spiel um den belgischen Supercup den KV Mechelen mit 3:0 besiegte. In der Liga pendelte er vorerst zwischen Bank und Startformation, etablierte sich aber im November endgültig in der Elf von Cheftrainer Felice Mazzù und später im Monat in jener von dessen Nachfolger Hannes Wolf. In dieser Spielzeit 2019/20 bestritt er 20 von 29 möglichen Ligaspielen bis zum Abbruch der Saison infolge der COVID-19-Pandemie sowie 2 Pokal- und 4 Champions-League-Spiele und das Spiel um den belgischen Supercup.
In der Folgesaison stand er bei 34 von 40 möglichen Ligaspielen sowie vier Pokalspielen auf dem Platz. Am Ende der Saison 2020/21 gewann Cuesta mit Genk den belgischen Pokal. In der nächsten Saison 2021/22 waren es 21 von 40 möglichen Ligaspielen, bei denen er ein Tor schoss, sowie fünf Spiele im Europapokal.
Mitte Januar 2022 wurde sein Vertrag bis zum Ende der Saison 2026 verlängert. Er bestritt in der Saison 2022/23 33 von 40 möglichen Ligaspielen, in denen er wie im Vorjahr ein Tor schoss, sowie drei Pokalspiele. In der Saison 2023/24 waren es wiederum 33 von diesmal 41 möglichen Ligaspielen wiederum mit einem Tor. Dazu kamen ein Pokalspiel und acht Tore im Europapokal. Während der Rückrunde der Saison 2024/25 wechselte der Abwehrspieler in die Türkei zu Galatasaray Istanbul. Die Gelb-Roten werden auf drei Spielzeiten verteilt KRC Genk eine Ablösesumme von acht Millionen Euro bezahlen.

### Nationalmannschaft
Nachdem er bereits für die kolumbianische U17-Nationalmannschaft aufgelaufen war, nahm er mit der U20 im Frühjahr 2017 an der U20-Südamerikameisterschaft in Ecuador teil, wo er in sieben Spielen zum Einsatz kam. Zwei Jahre später führte er sein Heimatland bei der U20-Südamerikameisterschaft 2019 in Chile in sieben seiner neun Spiele als Kapitän auf den Platz. Im Sommer nahm er mit der U20 an der U20-Weltmeisterschaft in Polen teil, wo er in allen fünf Spielen der Auswahl als Kapitän in Erscheinung trat.
Sein erstes Länderspiel für die A-Nationalmannschaft bestritt er am 10. September 2021 im Rahmen der Qualifikation zur Fußball-Weltmeisterschaft 2022 gegen Chile.

## Erfolge
Atlético Nacional
- Kolumbianischer Meister: 2016/17 (Apertura)
- Kolumbianischer Pokalsieger: 2016 (ohne Einsatz), 2018

KRC Genk
- Belgischer Pokalsieger: 2020/21
- Belgischer Supercupsieger: 2019

Galatasaray Istanbul
- Türkischer Meister: 2024/25
- Türkischre Pokalsieger: 2024/25